# Hans-Walter Zech-Nenntwich
Joachim Hans-Walter Zech-Nenntwich (eigentlich Hans-Walter Nenntwich; * 10. Juli 1916 in Thorn; † nach 1979), Decknamen Hermann Böttcher oder Dr. Sven Joachim Nansen, war ein deutscher Kriegsverbrecher, Agent und Unternehmer. Während der Zeit des Nationalsozialismus gehörte er der SS an, wechselte 1943 die Seiten und wurde als Agent für den britischen Geheimdienst tätig. 1964 wurde er wegen Beihilfe zum Mord während des Zweiten Weltkriegs zu vier Jahren Gefängnis verurteilt. Das Gericht bezeichnete ihn als „zwielichtige Persönlichkeit mit abenteuerlicher Vergangenheit“. Nur einen Tag nach dem Urteilsspruch konnte er mit der Hilfe von Komplizen aus dem Gefängnis entkommen, stellte sich aber nach wenigen Monaten der deutschen Justiz.

## Lebenslauf

### Jugend und Zeit des Nationalsozialismus

#### Mitglied der SS
Hans-Walter Nenntwich war der einzige Sohn eines Bergbaupraktikanten, der 1925 an den Folgen einer Kopfverletzung aus dem Ersten Weltkrieg starb. Nenntwich besuchte die Schule bis zur Mittleren Reife und trat 1934 in den Polizeidienst ein. Nach der Absolvierung von Wehr- und Reichsarbeitsdienst meldete er sich freiwillig zum Dienst in den SS-Totenkopfverbänden. Über die SS-Standarten Brandenburg und Ostmark kam er zur Reiterstaffel der SS-Heimwehr Danzig. 1940 absolvierte er einen Führerlehrgang an der SS-Junkerschule in Bad Tölz.
Im Sommer 1941 befand sich Nenntwich als Mitglied des 2. SS-Kavallerieregiments unter dem Kommando von Franz Magill in der Nähe von Pinsk, wo seine Einheit an einem Massaker an rund 5200 jüdischen Menschen beteiligt war. Zum 21. Juni 1942 wurde er zum SS-Untersturmführer befördert (SS-Nummer 424.191). Er selbst gab später zu seiner „Rehabilitierung“ an, er habe sich 1943 schließlich geweigert, einen Transport jüdischer Kinder zu sichern, und zudem aus Überzeugung den polnischen Widerstand mit von der Roten Armee erbeuteten Waffen versorgt, sei deshalb verhaftet und zum Tode verurteilt worden. Gemäß der SS-Akte wurde er allerdings wegen Waffendiebstahls, unerlaubter Entfernung von der Truppe und Vergewaltigung in Krakau vor Gericht gestellt. Es gelang Nenntwich, mit falschen Papieren aus der Gestapo-Haft in Warschau zu entfliehen und unter dem Namen Hermann Böttcher über Schweden nach England zu gelangen.

#### In England

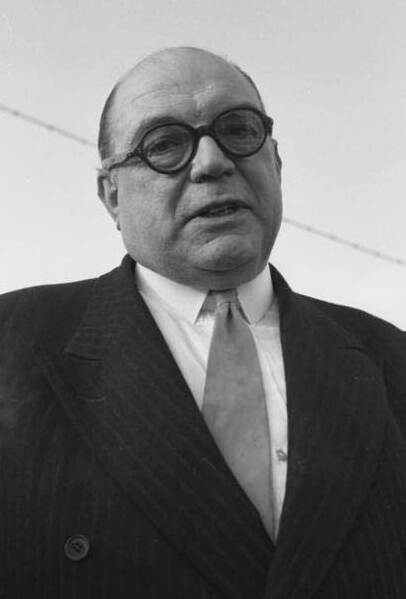
Sefton Delmer (1958)

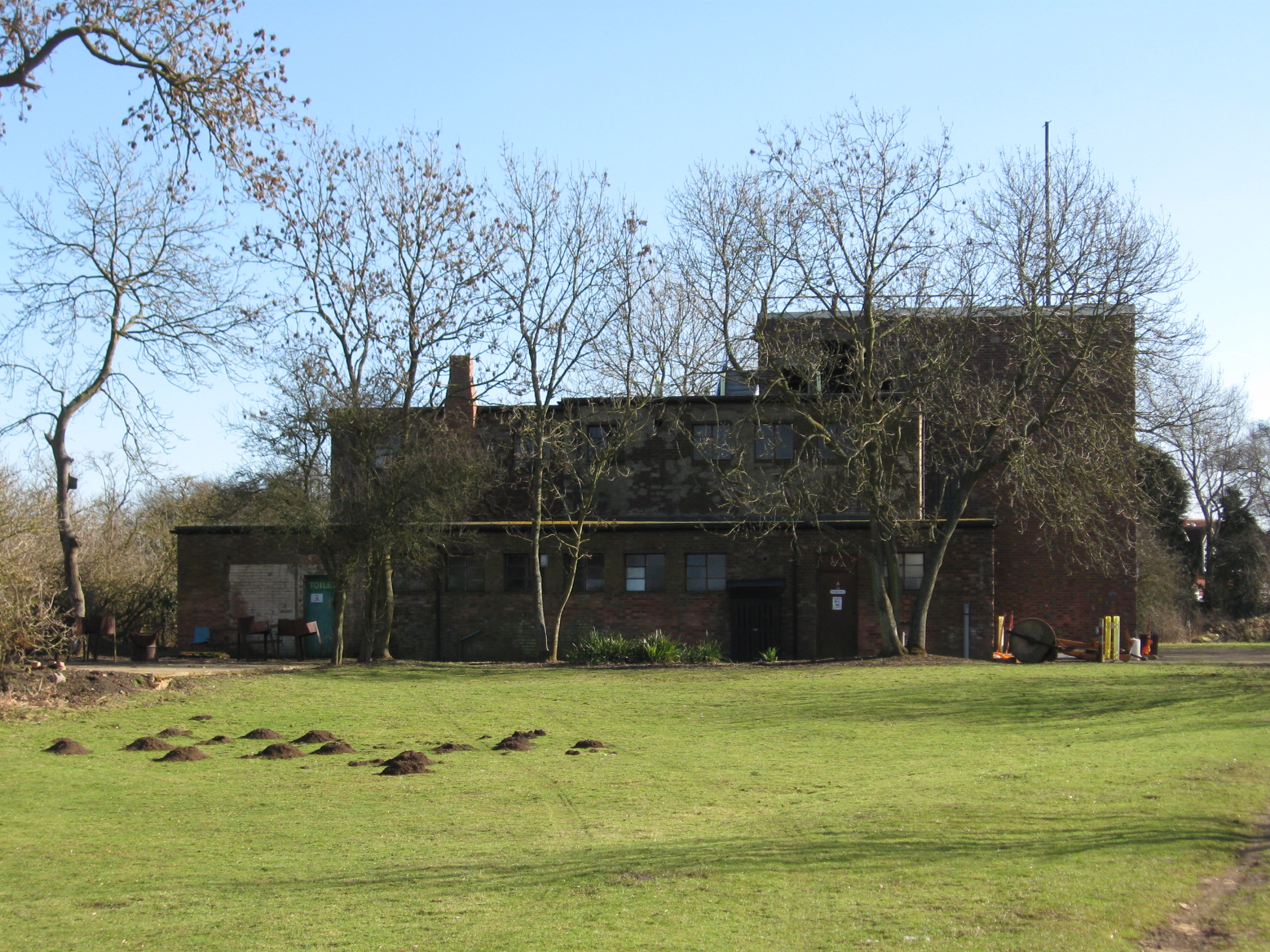
Das Gebäude mit den Studios der Radiosender in Milton Bryan (2009)

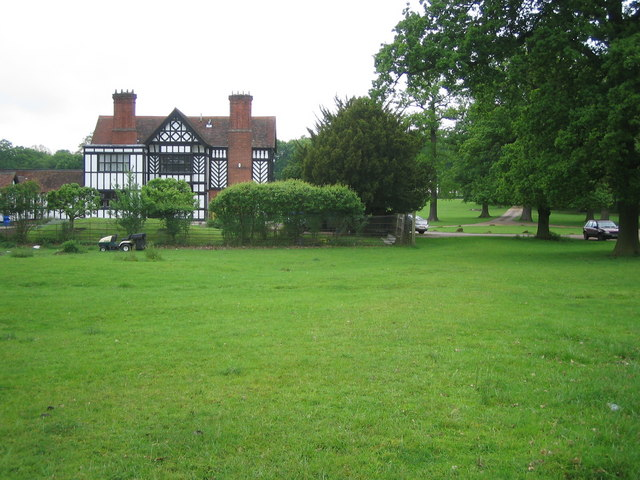
Paris House

In England führte Nenntwich nach seiner Ankunft erste Gespräche mit Jona von Ustinov, genannt Klop (Wanze), dem Vater des Schauspielers Peter Ustinov, der für den MI5 arbeitete und oftmals Überläufer aus Deutschland in Empfang nahm. Nenntwich berichtete den Briten, er habe zusammen mit dem SS-Offizier Hermann Fegelein, dem Schwager von Eva Braun, eine Widerstandsgruppe innerhalb der SS gegründet und deshalb fliehen müssen. Er gab an, dass es innerhalb der SS eine „Liga der demokratischen Offiziere“, die „Gruppe Hagedorn“, gebe, die von der bestialischen Behandlung der Juden abgestoßen seien, und er selbst verurteile zudem die schlechte Behandlung der polnischen Bevölkerung.
Nenntwich beschloss nach eigenen späteren Angaben, sich die Namen derjenigen „ehrenwerten deutschen Freunde“ zu merken, die – seiner Ansicht nach anders als er selbst – bereit waren, „gegen ihr Vaterland“ und nicht nur gegen das NS-Regime zu arbeiten.
1944 wurde er der Spezialabteilung M.B. (Milton Bryan) des Journalisten Sefton Delmer zugeteilt, der mit deutschen Emigranten britische Radiopropaganda für die Bevölkerung im Deutschen Reich produzierte. Die Sender waren Instrumente der britischen „schwarzen Propaganda“ und gehörten zur Psychological Warfare Division.
Delmer taufte Nenntwich in Dr. Sven Joachim Nansen um und übertrug ihm die Leitung des britischen Tarnsenders „Sender Hagedorn“, der nach Aussage des Zeitzeugen Frank Lynder als einziger Propagandasender der Briten den Eindruck vermittelte, von deutschem bzw. deutscherseits okkupiertem Boden aus zu senden. Er richtete sich gezielt an Angehörige der SS und sendete von Februar bis April 1945. In seinem Buch Black Boomerang schrieb Delmer 1962: „‚Dr. Nansen‘ – his real name was Zech-Nenntwich – was a bright-eyed, bouncy, rosy cheeked young cavalry man who even in Austin Reed’s grey flannel slacks looked as if he were wearing riding breeches.“ („‚Dr. Nansen‘ – sein richtiger Name war Zech-Nenntwich – war ein gescheiter, munterer junger Kavallerist mit rosigen Wangen, der selbst in den grauen Flanellhosen von Austin Reed [englisches Bekleidungshaus] wirkte, als ob er Reithosen trage.“) Für ihn, Delmer, habe es keine Rolle gespielt, ob Zech-Nenntwichs Geschichte von einer Widerstandsgruppe innerhalb der SS wahr gewesen sei, da dieser seine Funktion beim Rundfunksender zufriedenstellend erfüllt habe. Zech-Nenntwichs bevorzugtes Gesprächsthema sei die „Legende“, so Delmer, vom patriotischen deutschen Soldaten gewesen, der vom Führer betrogen worden sei.
Da Delmer Dr. Nansen gegenüber misstrauisch blieb, aber auch um die jüdischen Mitarbeiter nicht zu verunsichern, wurde dieser getrennt von den anderen Deutschen im wenige Kilometer entfernten Paris House des Duke of Bedford untergebracht und unter Beobachtung gehalten. Dort lebte er gemeinsam mit einem alten Bekannten von Delmer, dem deutschen Diplomaten Wolfgang Gans Edler zu Putlitz (Deckname: Mr. Potts), der ihm Gesellschaft leisten sollte. Zech-Nenntwichs Beteiligung an Kriegsverbrechen im Jahre 1941 war zu diesem Zeitpunkt noch nicht bekannt.
Delmer war der Meinung, dass es für Zech-Nenntwich später außerordentlich bitter gewesen sein müsse, herauszufinden, dass seine alten Kameraden von der SS nach dem Krieg in Westdeutschland gute Positionen bei Polizei und Sicherheitsdiensten erobert hatten. „It is never pleasant for an opportunist to find he has backed the wrong side after all“ („Für einen Opportunisten ist es nie erfreulich herauszufinden, dass er letztlich doch die falsche Seite unterstützt hat.“), schrieb Delmer, der seine Ausführungen mit den ironischen Worten „poor Nansen“ beschloss.

### Nach dem Krieg

#### Unternehmer und Agent
Bei Kriegsende kehrte Nenntwich nach Deutschland zurück, wo er als Legationsrat Erster Klasse Verbindungsmann zwischen der Landesregierung von Nordrhein-Westfalen und der britischen Militärregierung wurde und eine Pass-Stelle leitete; dabei arbeitete er weiterhin für den britischen Geheimdienst und sammelte Material über deutsche Nachkriegspolitiker. Silvester 1949 bat er Bundeskanzler Konrad Adenauer um eine Unterredung, der ihn im Januar 1950 zu einer zweistündigen Unterredung empfing. Sefton Delmer: „Er erzählte dem alten Kanzler alles, was er über die Leute wußte, die mit mir gearbeitet hatten, insbesondere über diejenigen, die, wie einige der Sozialdemokraten, nach dem Krieg aktiv am politischen Leben in Deutschland teilnahmen und nun in Opposition zu Adenauer standen.“ In diesem Gespräch berichtete er Adenauer, wie schon dem britischen Geheimdienst zuvor, von der angeblichen Bildung einer neonazistischen Zelle in der Bundesrepublik, deren Mitglied der Oberregierungsrat und spätere Bundesinnenminister Gerhard Schröder sei. Daraufhin musste Zech-Nenntwich seinen Posten in NRW verlassen. Schröder griff ihn unter einem Pseudonym öffentlich in einer Zeitung an, weshalb er seinerseits als Oberregierungsrat seinen Abschied nehmen musste.
Im Februar 1952 gründete Nenntwich, der nun seinem Namen Zech nach seinem Stiefvater zugefügt hatte, das „Ausrüstungsdepot H.-W. Zech & Co“ und versuchte, „Zünduhren“ ins Ausland zu verkaufen, die jedoch ihr Geld nicht wert waren, weshalb das Unterfangen scheiterte. Nur wenige Monate später wurde er von einem alliierten Gericht in Bielefeld wegen versuchter Bestechung zu drei Monaten Gefängnis verurteilt. Er hatte einem Wachmann 2000 Mark geboten, um ungestört Akten des britischen Armee-Beschaffungsamts in Herford einsehen zu können. Aus den Akten hatte Zech-Nenntwich, der damals eine Reifenfirma vertrat, Angebote der Konkurrenz erfahren wollen, um diese unterbieten zu können. Noch im selben Jahr wurde er vom Schöffengericht Geldern nach einem Mietstreit wegen Nötigung, Hausfriedensbruchs und Körperverletzung zu fünf Wochen Gefängnis verurteilt.
In den folgenden Jahren war Hans-Walter Zech-Nenntwich umtriebig. So soll er überlegt haben, als Offizier in die Volkspolizei einzutreten, und in dieser Sache Gespräche mit Abgeordneten der KPD geführt haben; die CIA, die ihn unter Beobachtung hatte, vermutete gar, er habe mit Walter Ulbricht und Erich Mielke persönlich gesprochen. Als „Beauftragter für das Ausland“ reiste er umher, erzählte von einer Promotion in Oxford, stellte sich auch als Freiherr Zech von Nenntwich vom Bundespresseamt vor, saß in einem Büro im Bonner Pressehaus und pflegte beste Beziehungen zu den Nachkriegs-Eliten. Er führte persönliche Telefongespräche mit seinem Duzfreund, Staatssekretär Hans Globke, und behauptete weiterhin, von diskreditierenden Geheimnissen Gerhard Schröders, inzwischen Bundesminister, Kenntnis zu haben. Eines Tages, so seine eigene Angabe, sei er vor dem Gebäude der französischen Botschaft, Schloss Ernich in Remagen, beschossen worden. 1954 wurde Zech-Nenntwich, der sich inzwischen als Mitarbeiter eines deutschen Geheimdienstes (Deckname: Zahn) bezeichnete und verschiedene Nachrichtendienste und Medien mit Informationen gegen Bezahlung belieferte, festgenommen, weil er geplant haben sollte, geheime Unterlagen des Bundesgerichtshofs zu verkaufen.
Hans-Walter Zech-Nenntwich, laut Spiegel ein „Abenteurer mit Stirnglatze“ und „Abgott mit Basedow-Augen“, hatte zahlreiche Liebesverhältnisse. 1952 wurde er von seiner Frau geschieden, nachdem er die Familie gemeinsam mit dem Kindermädchen verlassen hatte; laut Angaben der CIA war dies seine zweite Scheidung. In späteren Jahren versprach er einer 24 Jahre älteren deutsch-amerikanischen Millionärs-Witwe die Ehe, um ihr erfolgreich ihr Unternehmen – ein Zylinderschleifwerk in Andernach – und Aktien abzuschmeicheln, weshalb sie ihn später verklagte.

#### Prozess
Im Frühjahr 1964 muss sich Hans-Walter Nenntwich wegen Beteiligung an dem Massaker im Sommer 1941 an rund 5200 jüdischen Menschen in Polen gemeinsam mit vier weiteren Angeklagten im sogenannten „SS-Reiterprozess“ in Braunschweig vor Gericht verantworten; zeitgleich lief in Frankfurt am Main der erste Auschwitzprozess. Die Ermittlungen waren aufgenommen worden, nachdem sein früherer Vorgesetzter Franz Magill als Zeuge im Prozess gegen den SS-Führer Erich von dem Bach-Zelewski von diesem bis dahin nicht bekannten Verbrechen berichtet hatte.
Die Staatsanwaltschaft warf Zech-Nenntwich vor, „auf der Rollbahn zwischen Bialystok und Baranowicze, acht Frauen und junge Männer ohne gerechtfertigten Anlass mit einer Pistole erschossen und bei der Ermordung von ungefähr hundert Juden in den Prypjatsümpfen eigenhändig mindestens einen Juden erschossen zu haben, wozu er sich einen Karabiner reichen ließ“. Die Anklage gegen Zech-Nenntwich lautete auf Mord in mindestens neun Fällen; die Staatsanwaltschaft forderte lebenslänglich. Er war der einzige Angeklagte in diesem Prozess, der wegen Mordes angeklagt war, seinen Mitangeklagten wurde lediglich Beihilfe zum Mord vorgeworfen. Alle Angeklagten beriefen sich auf Befehlsnotstand.
Zech-Nenntwich bestritt die Taten und klagte, die Vorwürfe seien „höchst ungerecht“, schließlich sei er selbst während der NS-Zeit inhaftiert worden. Ein Zeuge kommentierte seine Aussagen: „Wenn Zech-Nenntwich den Mund aufmacht, dann lügt er, und wenn er ihn zumacht, dann hat er gelogen.“
Am 20. April 1964 verurteilte das Gericht Zech-Nenntwich, den es als eine „zwielichtige Persönlichkeit mit abenteuerlicher Vergangenheit“ bezeichnete, lediglich wegen Beihilfe zum Mord in zwei Fällen zu vier Jahren Zuchthaus. Das Gericht selbst, das als Zeugen auch Nenntwichs Duz-Freund Hans Globke gehört hatte, bezeichnete das Urteil als „Freispruch mangels Beweises, wie er dünner nicht sein kann“. Nach der Urteilsverkündung ging der Verurteilte umgehend in Revision und verblieb, da das Urteil noch nicht rechtskräftig war, weiterhin in Untersuchungshaft in der Haftanstalt Rennelberg.

#### Flucht und Rückkehr

Die Untersuchungshaftanstalt Rennelberg in Braunschweig, aus der Zech-Nenntwich mit Hilfe von Komplizen wohl bereits am Abend des 21. April 1964 entkommen konnte.

Wohl am Tag darauf, am Abend des 21. April, konnte Zech-Nenntwich mit Hilfe zahlreicher, teilweise bis heute unbekannter Komplizen aus der Haftanstalt entkommen. Ein Freund aus Reichsarbeitsdienst-Zeiten, jetzt Aufseher im Braunschweiger Untersuchungsgefängnis Rennelberg, schloss dem Gefangenen gegen Zahlung von 5000 Mark und weitere Versprechungen die Türen auf. Weitere Komplizen, darunter seine damalige Freundin, sorgten für die Fortsetzung der Flucht per Privatflugzeug vom Flugplatz Nordhorn-Klausheide in die Schweiz. Am Steuer saß Hans Altendeitering, ehemaliger Stuka-Pilot im Geschwader von Hans-Ulrich Rudel. In der Schweiz angekommen, soll Zech-Nenntwich Geld von einer Bank abgehoben haben. Seine Flucht wurde erst am nächsten Morgen gegen 7:30 Uhr entdeckt.
Am 27. Mai 1964 gab es im Deutschen Bundestag eine Debatte über den „Fall Zech-Nenntwich“. Dabei fragte der SPD-Oppositionsabgeordnete Heinrich Ritzel, wer Eigentümer des Fluchtflugzeugs sei und es in die Schweiz und zurückgeflogen habe. Der Staatssekretär im Bundesministerium der Justiz Arthur Bülow antwortete:

„Das für die Flucht benutzte Privatflugzeug gehört dem Fabrikanten Meerswolke aus Nordhorn. Es stand dem Berufspiloten Altendeitering aus Nordhorn zur freien Verfügung. Altendeitering hat Zech-Nenntwich, ohne den Eigentümer zu verständigen, am 23. April 1964 in die Schweiz geflogen und ist noch am selben Tage kurz nach 12 Uhr mit dem Flugzeug zurückgekehrt.“

Eine Zusatzfrage kam vom Abgeordneten Holger Börner von der SPD:

„Herr Staatssekretär, lassen die besonderen Umstände der Vorbereitung dieser Flucht und das sehr gut eingespielte Zusammenwirken insbesondere bei dem Lufttransport auch für die Bundesregierung die Vermutung offen, daß an der Vorbereitung dieses Unternehmens eine illegale Organisation beteiligt war?“

Die Antwort des Staatssekretärs lautete, es gebe bisher keinen begründeten Verdacht in dieser Richtung.
Eine Woche nach seiner Flucht wurde Hans-Walter Zech-Nenntwich von zwei Journalisten der Zeitschrift Stern in der ägyptischen Hauptstadt Kairo aufgespürt; zwischen Ägypten und der Bundesrepublik Deutschland bestand damals kein Auslieferungsabkommen. Bis dahin hatte ihn die deutsche Polizei in Südamerika vermutet. Eine Ansichtskarte seiner 25-jährigen Reisebegleiterin hatte den Journalisten Indizien für seinen Aufenthaltsort geliefert. Noch während der Flucht verlobte sich Zech-Nenntwich mit einer anderen, 27-jährigen Freundin, die sein Haus in Remagen hütete und die er später heiratete. Nach Berichten des Neuen Deutschland soll er von Kairo nach Addis Abeba und von dort nach Pretoria weitergereist sein, wo man ihn im „Deutschen Klub“ gesehen haben wollte, wie die Zeitung unter Berufung auf das Simon Wiesenthal Center angab.
Im Sommer kehrte Zech-Nenntwich jedoch freiwillig in die Bundesrepublik zurück und stellte sich am 7. August 1964 in Begleitung der beiden Stern-Reporter im niedersächsischen Justizministerium, da er unschuldig sei. Der Staatsanwalt Heinrich Kintzi soll ihn mit den Worten begrüßt haben: „Schön, dass Sie wieder da sind.“ Zuvor hatte sich Zech-Nenntwich eine Woche lang unbehelligt in seiner Villa „Haus Einsiedel“ in Remagen aufgehalten, obwohl diese von der Staatsanwaltschaft beschlagnahmt worden war.
Im Januar 1965 stand Zech-Nenntwich wegen seiner Flucht in Braunschweig erneut vor Gericht. Außer ihm waren der Gefängnisaufseher, seine beiden Freundinnen sowie ein weiterer Mann, der die Fahrt zum Flughafen organisiert hatte, angeklagt. Der Aufseher rechtfertigte seine Fluchthilfe: „Vom soldatischen Standpunkt aus betrachtet hielt ich Zech-Nenntwich für unschuldig. Als alter Frontsoldat konnte ich das Zuchthausurteil nicht verstehen.“ Zudem seien nach seiner Kenntnis „hohe Bonner Beamte“ in die Flucht verwickelt. Er sei sich daher keiner Schuld bewusst. Zech-Nenntwich wiederum behauptete, die Idee zur Flucht sei von dem Aufseher an ihn herangetragen worden: „Ich habe damit nichts zu tun.“ Er wurde schließlich zu einer weiteren Strafe von einem Jahr und zehn Monaten verurteilt, der Vollzugsbeamte zu zwei Jahren und sechs Monaten Zuchthaus; die drei anderen Angeklagten erhielten Bewährungsstrafen.
Nachdem sowohl die beiden Prozesse wie auch die Flucht national und international Aufsehen erregt hatten, fehlen Berichte über die Entlassung von Zech-Nenntwich aus der Haft und sein Leben danach. Lediglich das Neue Deutschland berichtete 1979, dass Zech-Nenntwich als „honoriger Bürger“ in Remagen lebe und „enge Kontakte“ zu den Behörden der Stadt und der Polizei pflege.